# Alicún
Alicún é um município da Espanha na província de Almería, comunidade autónoma da Andaluzia, de área 6 km² com população de 254 habitantes (2009) e densidade populacional de 42,33 hab/km².

## Demografia
| Variação demográfica do município entre 1996 e 2008 | Variação demográfica do município entre 1996 e 2008 | Variação demográfica do município entre 1996 e 2008 | Variação demográfica do município entre 1996 e 2008 |
| --------------------------------------------------- | --------------------------------------------------- | --------------------------------------------------- | --------------------------------------------------- |
| 1996                                                | 2001                                                | 2004                                                | 2008                                                |
| 249                                                 | 235                                                 | 247                                                 | 261                                                 |